# Turhal
Turhal est une ville et un district de la province de Tokat dans la région de la mer Noire en Turquie.

## Histoire
La ville s'appelait dans l'Antiquité gréco-romaine « Ibora », dans la province du Pont. Le moine Évagre le Pontique en serait originaire.

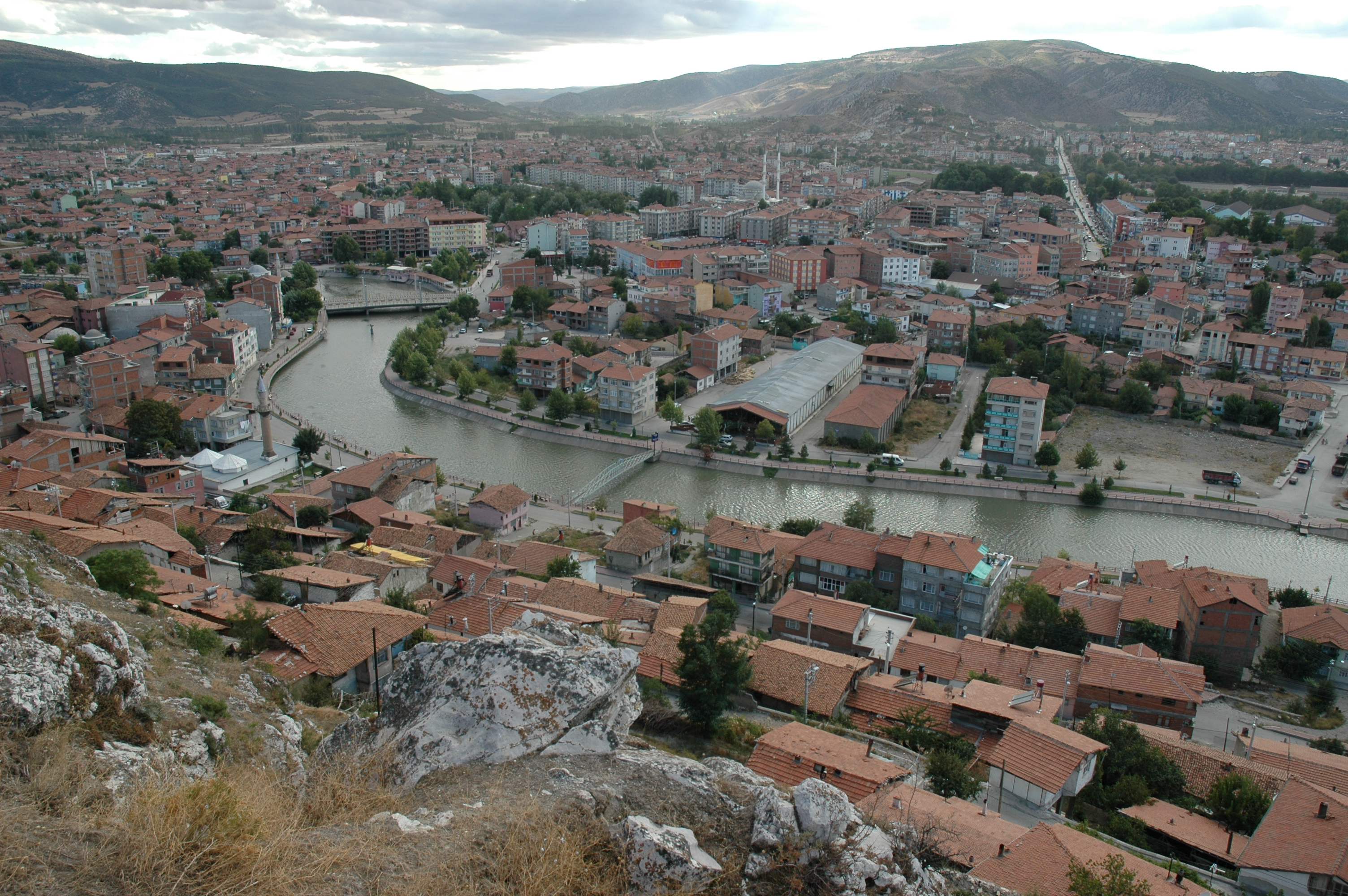
La ville de Turhal vue d'une colline où dans l'Antiquité romaine se dressait une forteresse.